# Озеров, Алекс
Алекс Озеров (англ. Alex Ozerov; род. 3 августа 1992, Тула) — канадский актёр украинско-русского происхождения. Наиболее всего  он известен своей ролью в короткометражном фильме Pyotr495, за который получил награду Canadian Screen Awards за лучшую главную роль в цифровой программе или сериале на 7-й церемонии.

## Биография
Родился в городе Туле в России. В детстве жил в Гарболово, военном городке под Санкт-Петербургом, поскольку его отец служил в воздушно-десантных войсках. Его родители развелись, когда ему было шесть лет, и он жил у матери в Англии и у отца на Украине. В возрасте 13 лет переехал в   Китченер, Онтарио, после того, как его мать познакомилась с канадцем. Позже семья поселилась в Торонто.

## Карьера
Сыграл несколько небольших ролей на телевидении, прежде чем получить свою первую главную роль Тревора в фильме «Дрозд»  2012 года. С тех пор он снялся в фильмах «Руководство», «Что мы имеем», «Кокосовый герой» и «Наташа», а также в телевизионных сериалах «Укушенный», «Странный», «Американцы», «Тёмное дитя», «Кардинал» и «Другая жизнь».

## Личная жизнь
В 2021 году он женился на Сидни Мейер, своей партнёрше по сериалу «Слэшер: Плоть и кровь». В браке оба супруга взяли двойную фамилию Озеров-Мейер.